# 스웨덴어 위키백과
스웨덴어 위키백과(스웨덴어: Svenska Wikipedia)는 스웨덴어판 위키백과이다. 2001년 5월 3일에 시작되었다. 2017년 12월 기준으로 3790562개의 문서 글이 수록되어 있다. 2011년 이래로, 위키 문서 자동작성 프로그램 Lsjbot의 기여로 문서의 수가 폭발적으로 증가하였으며, 2013년에 스웨덴어 위키백과의 문서 수가 100만 개를 돌파하였을 때, 그중 거의 절반에 달하는 45만 개 이상의 문서가 Lsjbot에 의해 작성된 것이라는 보고가 있기도 했다. 기호는 sv이다.

## 같이 보기
- 덴마크어 위키백과
- 노르웨이어 위키백과
- 국가백과사전